# 163.ª Divisão de Infantaria (Alemanha)
A 163ª Divisão de Infantaria (em alemão:163. Infanterie-Division) foi uma unidade militar que serviu no Exército alemão durante a Segunda Guerra Mundial.

## Comandantes
| Comandante                               | Data                                         |
| ---------------------------------------- | -------------------------------------------- |
| General der Artillerie Erwin Engelbrecht | 25 de outubro de 1939 - 15 de junho de 1942  |
| General der Infanterie Anton Dostler     | 15 de junho de 1942 - 28 de dezembro de 1942 |
| Generalleutnant Karl Rübel               | 29 de dezembro de 1942 - 8 de março de 1945  |

## Oficiais de operações
| Oberstleutnant Hugo Ewringmann   | novembro de 1939 - janeiro de 1940          |
| Hauptmann Gerhard Michael        | janeiro de 1940 - 1940                      |
| Major Fritz Koehler              | 16 de setembro de 1940 - 1 de julho de 1943 |
| Oberstleutnant Paul Übelhack     | 1 de julho de 1943 - 10 de maio de 1944     |
| Oberstleutnant Klaus Brockelmann | 10 de maio de 1944 - 1945                   |

## Área de operações
| Alemanha                    | outubro de 1939 - abril de 1940      |
| Noruega                     | abril de 1940 - junho de 1941        |
| Finlândia & norte da Rússia | junho de 1941 - novembro de 1944     |
| Noruega                     | novembro de 1944 - fevereiro de 1945 |
| Norte da Alemanha           | fevereiro de 1945 - março de 1945    |